# Second Single
Second Single, a cui spesso si fa riferimento con il titolo o La la la è il secondo singolo della boy band sudcoreana Big Bang, pubblicato dalla YG Entertainment il 28 settembre 2006. Il brano principale presente nel singolo è La la la . Il singolo è riuscito ad arrivare sino all'ottava posizione dei singoli più venduti in Corea.

## Tracce
CD singolo
1. La La La
2. Ma Girl (Taeyang Solo)
3. V.I.P
4. La La La (Instrumental)

## Classifiche
| Classifica (2006) | Posizione massima |
| ----------------- | ----------------- |
| Corea del Sud     | 8                 |